# Wahlkreis Spandau 1
Der Wahlkreis Spandau 1 ist ein Abgeordnetenhauswahlkreis in Berlin. Er gehört zum Wahlkreisverband Spandau und umfasst die Gebiete Hakenfelde und Falkenhagener Feld/Nord.

## Abgeordnetenhauswahl 2023
Bei der Wahl zum Abgeordnetenhaus von Berlin 2023 traten folgende Kandidaten an:
| Name                              | Partei           | Anteil der Erststimmen | Anteil der Zweitstimmen |
| --------------------------------- | ---------------- | ---------------------- | ----------------------- |
| Bettina Meißner                   | CDU              | 37,3 %                 | 37,2 %                  |
| Sebahat Atli                      | SPD              | 24,5 %                 | 22,2 %                  |
| Wolfgang Werner                   | AfD              | 12,6 %                 | 12,2 %                  |
| Philipp Freisleben                | Grüne            | 09,1 %                 | 09,6 %                  |
| Aida Spiegeler Castañeda          | Tierschutzpartei | 04,8 %                 | 03,8 %                  |
| Franziska Leschewitz              | Die Linke        | 04,7 %                 | 04,9 %                  |
| Matthias Unger                    | FDP              | 04,1 %                 | 04,1 %                  |
| Carsten Rengert                   | Die PARTEI       | 01,7 %                 | 01,2 %                  |
| Peter Schröder                    | dieBasis         | 00,8 %                 | 00,4 %                  |
| Andreas Schaefer                  | ÖDP              | 00,2 %                 | 00,2 %                  |
| Nicole Jädicke                    | LKR              | 00,1 %                 | 00,1 %                  |
| –                                 | Sonstige         | –                      | 04,1 %                  |
| Wahlberechtigte: 33.630 Einwohner |                  |                        |                         |
| Wahlbeteiligung: 53,2 %           |                  |                        |                         |

## Abgeordnetenhauswahl 2021
Bei der im Nachhinein für ungültig erklärten Wahl zum Abgeordnetenhaus von Berlin 2021 traten folgende Kandidaten an:
| Name                              | Partei           | Anteil der Erststimmen | Anteil der Zweitstimmen |
| --------------------------------- | ---------------- | ---------------------- | ----------------------- |
| Sebahat Atli                      | SPD              | 28,7 %                 | 26,4 %                  |
| Bettina Meißner                   | CDU              | 25,3 %                 | 24,4 %                  |
| Wolfgang Werner                   | AfD              | 11,2 %                 | 11,0 %                  |
| Philipp Freisleben                | Grüne            | 10,7 %                 | 10,8 %                  |
| Matthias Unger                    | FDP              | 07,6 %                 | 07,2 %                  |
| Franziska Leschewitz              | Die Linke        | 06,3 %                 | 05,9 %                  |
| Aida Spiegeler Castañeda          | Tierschutzpartei | 05,3 %                 | 03,3 %                  |
| Carsten Rengert                   | Die PARTEI       | 02,4 %                 | 01,6 %                  |
| Peter Schröder                    | dieBasis         | 01,9 %                 | 01,3 %                  |
| Andreas Schaefer                  | ÖDP              | 00,4 %                 | 00,2 %                  |
| Nicole Jädicke                    | LKR              | 00,2 %                 | 00,2 %                  |
| –                                 | Team Todenhöfer  | –                      | 01,7 %                  |
| –                                 | Sonstige         | –                      | 06,0 %                  |
| Wahlberechtigte: 33.922 Einwohner |                  |                        |                         |
| Wahlbeteiligung: 67,9 %           |                  |                        |                         |

## Abgeordnetenhauswahl 2016
Bei der Wahl zum Abgeordnetenhaus von Berlin 2016 traten folgende Kandidaten an:
| Name                              | Partei           | Anteil der Erststimmen | Anteil der Zweitstimmen |
| --------------------------------- | ---------------- | ---------------------- | ----------------------- |
| Bettina Domer                     | SPD              | 31,0 %                 | 28,2 %                  |
| Thilo-Harry Wollenschläger        | CDU              | 26,3 %                 | 23,7 %                  |
| Dieter Zeidler                    | AfD              | 18,0 %                 | 17,6 %                  |
| Oliver Gellert                    | Grüne            | 07,4 %                 | 08,3 %                  |
| Jörg Kuhle                        | Die Linke        | 06,4 %                 | 06,7 %                  |
| Matthias Unger                    | FDP              | 06,3 %                 | 06,4 %                  |
| Ferdinand Perssen                 | Piraten          | 01,9 %                 | 01,4 %                  |
| ?                                 | Die PARTEI       | 01,7 %                 | 01,2 %                  |
| Ludmilla Ziemer                   | Pro Deutschland  | 01,1 %                 | 00,6 %                  |
| –                                 | Tierschutzpartei | 0–                     | 02,6 %                  |
| –                                 | Graue Panther    | 0–                     | 01,5 %                  |
| –                                 | Sonstige         | 0–                     | 01,8 %                  |
| Wahlberechtigte: 33.652 Einwohner |                  |                        |                         |
| Wahlbeteiligung: 60,4 %           |                  |                        |                         |

## Abgeordnetenhauswahl 2011
Bei der Wahl zum Abgeordnetenhaus von Berlin 2011 traten folgende Kandidaten an:
| Name                              | Partei                | Anteil der Erststimmen | Anteil der Zweitstimmen |
| --------------------------------- | --------------------- | ---------------------- | ----------------------- |
| Thomas Kleineidam                 | SPD                   | 39,7 %                 | 33,7 %                  |
| Bettina Meißner                   | CDU                   | 34,6 %                 | 31,9 %                  |
| Angelika Höhne                    | Grüne                 | 11,7 %                 | 11,7 %                  |
| Jörg Kuhle                        | Die Linke             | 04,5 %                 | 04,1 %                  |
| Martin Dudda                      | Pro Deutschland       | 03,5 %                 | 02,1 %                  |
| Stefan Lux                        | NPD                   | 02,9 %                 | 02,6 %                  |
| Daniel Kobudzinski                | FDP                   | 01,8 %                 | 01,8 %                  |
| Dietrich Zindler                  | Deutsche Konservative | 01,2 %                 | 00,4 %                  |
| –                                 | Piraten               | –                      | 07,3 %                  |
| –                                 | Tierschutzpartei      | –                      | 01,9 %                  |
| –                                 | Sonstige              | –                      | 02,5 %                  |
| Wahlberechtigte: 33.688 Einwohner |                       |                        |                         |
| Wahlbeteiligung: 55,1 %           |                       |                        |                         |

## Abgeordnetenhauswahl 2006
Bei der Wahl zum Abgeordnetenhaus von Berlin 2006 traten folgende Kandidaten an:
| Name                              | Partei    | Anteil der Erststimmen |
| --------------------------------- | --------- | ---------------------- |
| Thomas Kleineidam                 | SPD       | 40,1 %                 |
| Karsten Schulze                   | CDU       | 36,1 %                 |
| Christian Arnold                  | FDP       | 07,6 %                 |
| Christoph Sonnenberg-Westeson     | Grüne     | 06,3 %                 |
| Rüdiger Engel                     | WASG      | 05,9 %                 |
| Jörg Kuhle                        | Die Linke | 03,9 %                 |
| Wahlberechtigte: 32.708 Einwohner |           |                        |
| Wahlbeteiligung: 56,2 %           |           |                        |

## Abgeordnetenhauswahl 2001
Bei der Wahl zum Abgeordnetenhaus von Berlin 2001 traten folgende Kandidaten an:
| Name                              | Partei | Anteil der Erststimmen |
| --------------------------------- | ------ | ---------------------- |
| Thomas Kleineidam                 | SPD    | 42,0 %                 |
| Kai Wegner                        | CDU    | 37,3 %                 |
| Stefan Krug                       | FDP    | 10,0 %                 |
| Eda Tromp                         | PDS    | 04,4 %                 |
| Ewald Feige                       | Grüne  | 04,2 %                 |
| Ingelore Kautz                    | ödp    | 01,6 %                 |
| Wahlberechtigte: 32.938 Einwohner |        |                        |
| Wahlbeteiligung: 66,4 %           |        |                        |

## Abgeordnetenhauswahl 1999
Bei der Wahl zum Abgeordnetenhaus von Berlin 1999 traten folgende Kandidaten an:
| Name                              | Partei | Anteil der Erststimmen |
| --------------------------------- | ------ | ---------------------- |
| Kai Wegner                        | CDU    | 52,9 %                 |
| Thomas Kleineidam                 | SPD    | 33,3 %                 |
| Ewald Feige                       | Grüne  | 04,2 %                 |
| Eda Tromp                         | PDS    | 04,0 %                 |
| Carmen Dörrenbächer               | Graue  | 02,9 %                 |
| Bernhard Jahntz                   | FDP    | 01,5 %                 |
| Dieter Müller                     | BID    | 01,2 %                 |
| Wahlberechtigte: 32.239 Einwohner |        |                        |
| Wahlbeteiligung: 63,3 %           |        |                        |

## Abgeordnetenhauswahl 1995
Der Wahlkreisverband Spandau umfasste bei der Abgeordnetenhauswahl am 22. Oktober 1995 sechs Wahlkreise, seit 1999 sind es fünf. Ein direkter Vergleich ist daher nicht möglich.

## Bisherige Abgeordnete
Direkt gewählte Abgeordnete des Wahlkreises Spandau 1:
| Jahr | Name              | Partei | Anteil der Erststimmen |
| ---- | ----------------- | ------ | ---------------------- |
| 2023 | Bettina Meißner   | CDU    | 37,3 %                 |
| 2021 | Sebahat Atli      | SPD    | 28,7 %                 |
| 2016 | Bettina Domer     | SPD    | 31,0 %                 |
| 2011 | Thomas Kleineidam | SPD    | 39,7 %                 |
| 2006 | Thomas Kleineidam | SPD    | 40,1 %                 |
| 2001 | Thomas Kleineidam | SPD    | 42,0 %                 |
| 1999 | Kai Wegner        | CDU    | 52,9 %                 |